# Окладнево
Окладнево (рос. Окладнево) — присілок у Боровицькому районі Новгородської області Російської Федерації.
Населення становить 63 особи. Належить до муніципального утворення Волокське сільське поселення.

## Історія
До 1927 року населений пункт перебував у складі Новгородської губернії. У 1927-1944 роках перебував у складі Ленінградської області.
Орган місцевого самоврядування від 2010 року — Волокське сільське поселення.

## Населення
| 1989 | 2002 | 2006 | 2008 | 2009 | 2010 |
| ---- | ---- | ---- | ---- | ---- | ---- |
| 121  | ↘90  | ↘72  | ↗90  | ↗94  | ↘63  |